# Pinus edulis
Pinus edulis és una espècie de conífera de la família Pinaceae nadiua del sud-oest dels Estats Units i del nord de Mèxic. Es classifica de vegades com a Pinus cembroides varietat edulis. És l'arbre oficial de l'estat de Nou Mèxic (Estats Units).

## Característiques
El tronc assoleix unes dimensions màximes de 6 metres d'altura i 20 cm de diàmetre. L'escorça oscil·la entre el gris i el marró vermellós, és rugosa i es divideix en plaques.
Les fulles són acícules d'entre 4 i 8 cm de longitud, en grups de 2 unitats. Produeix pinyes de 6 cm de llarg que contenen llavors comestibles.

## Distribució
Se'ls troba principalment als estats d'Arizona, Utah, Colorado i Nou Mèxic. Creix en els pendents situats entre els 1.200 i 2.400 metres d'altitud. Sovint s'associa amb Juniperus osteosperma, formant un tipus de bosc característic.